# Gone (album)
Gone – drugi album studyjny fińskiego zespołu Entwine, wydany w 2001 roku przez Century Media Records.

## Lista utworów
| 1. | Losing the Ground     | 4:45  |
|    |                       |       |
| 2. | Snow White Suicide    | 3:49  |
|    |                       |       |
| 3. | Closer (My Love)      | 6:14  |
|    |                       |       |
| 4. | New Dawn              | 3:57  |
|    |                       |       |
| 5. | Grace                 | 4:52  |
|    |                       |       |
| 6. | Silence Is Killing Me | 3:57  |
|    |                       |       |
| 7. | Blood of Your Soul    | 6:10  |
|    |                       |       |
| 8. | Thru the Darkness     | 9:53  |
|    |                       |       |
|    |                       | 43:37 |
|    |                       |       |